# Philadelphia Zoo

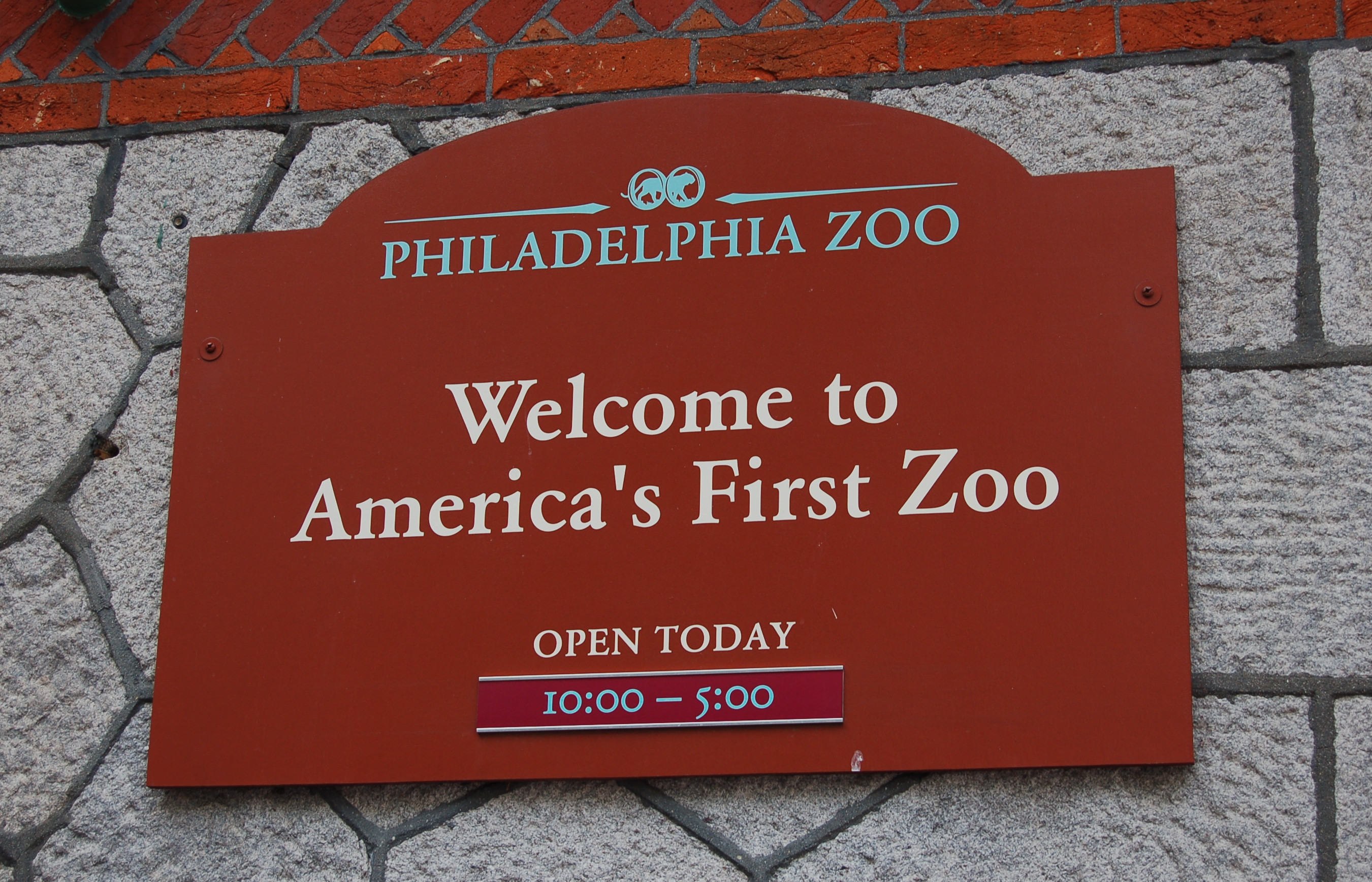
Welkomstbord van de dierentuin

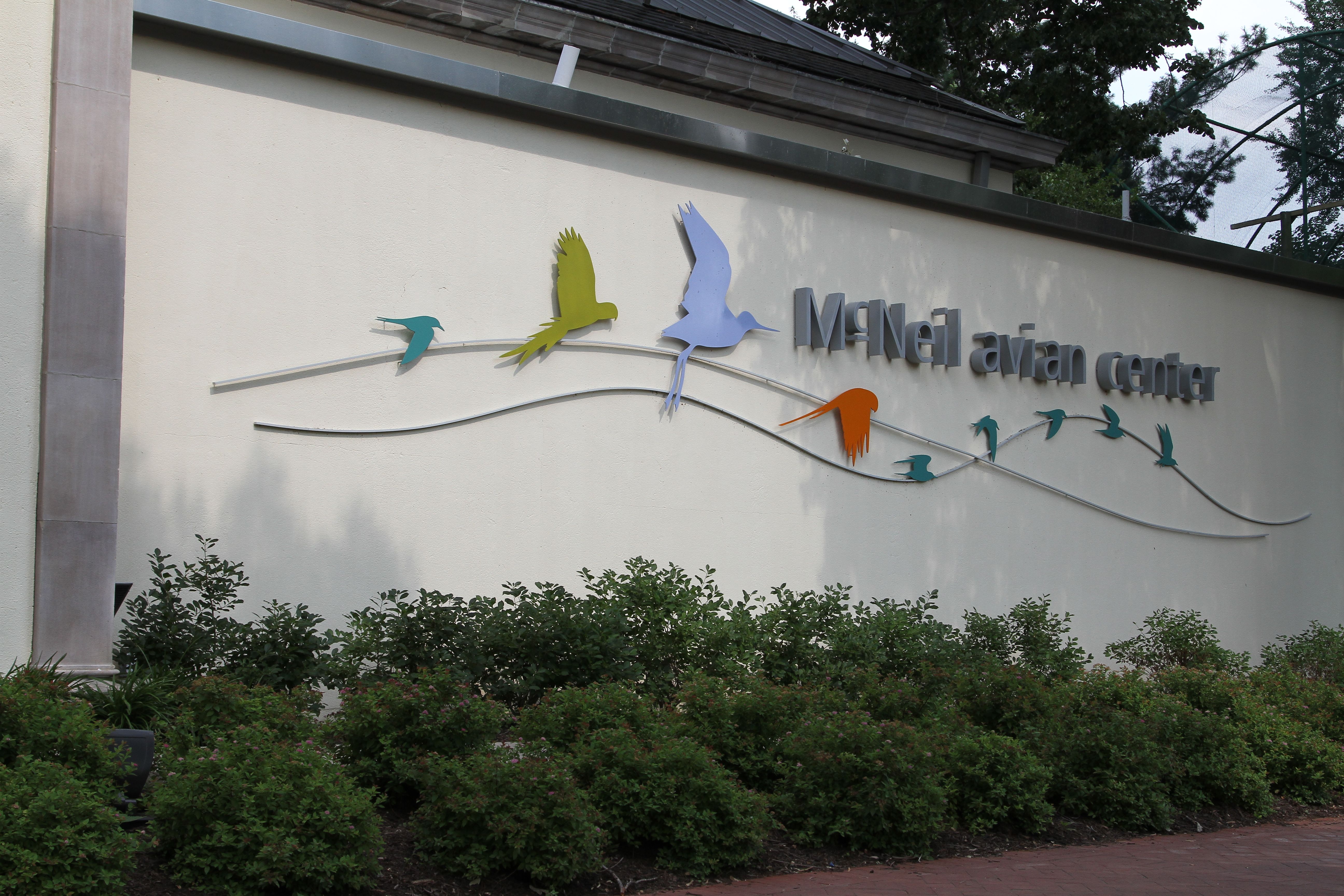
McNeil Avian Center

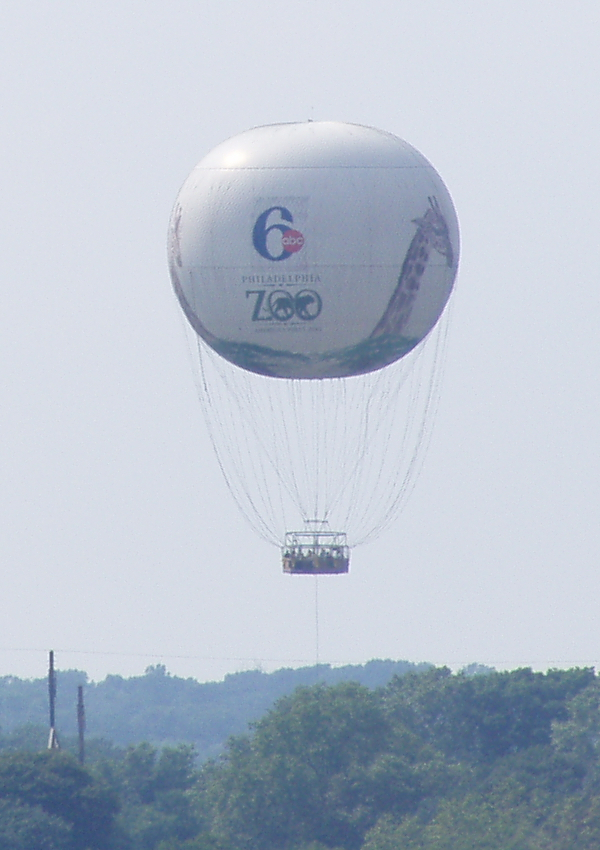
De Philadelphia Zooluchtballon

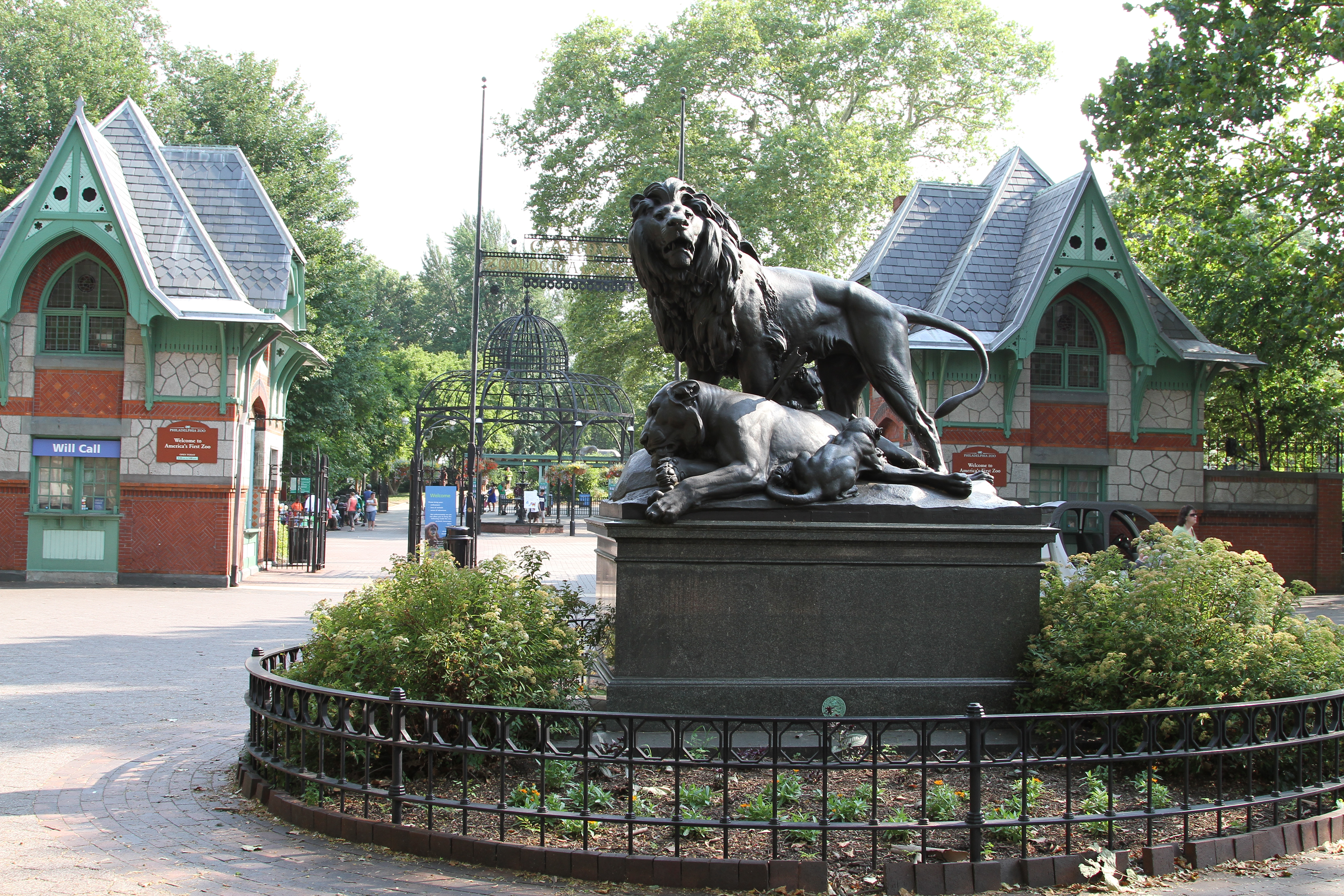
Ingang van het park

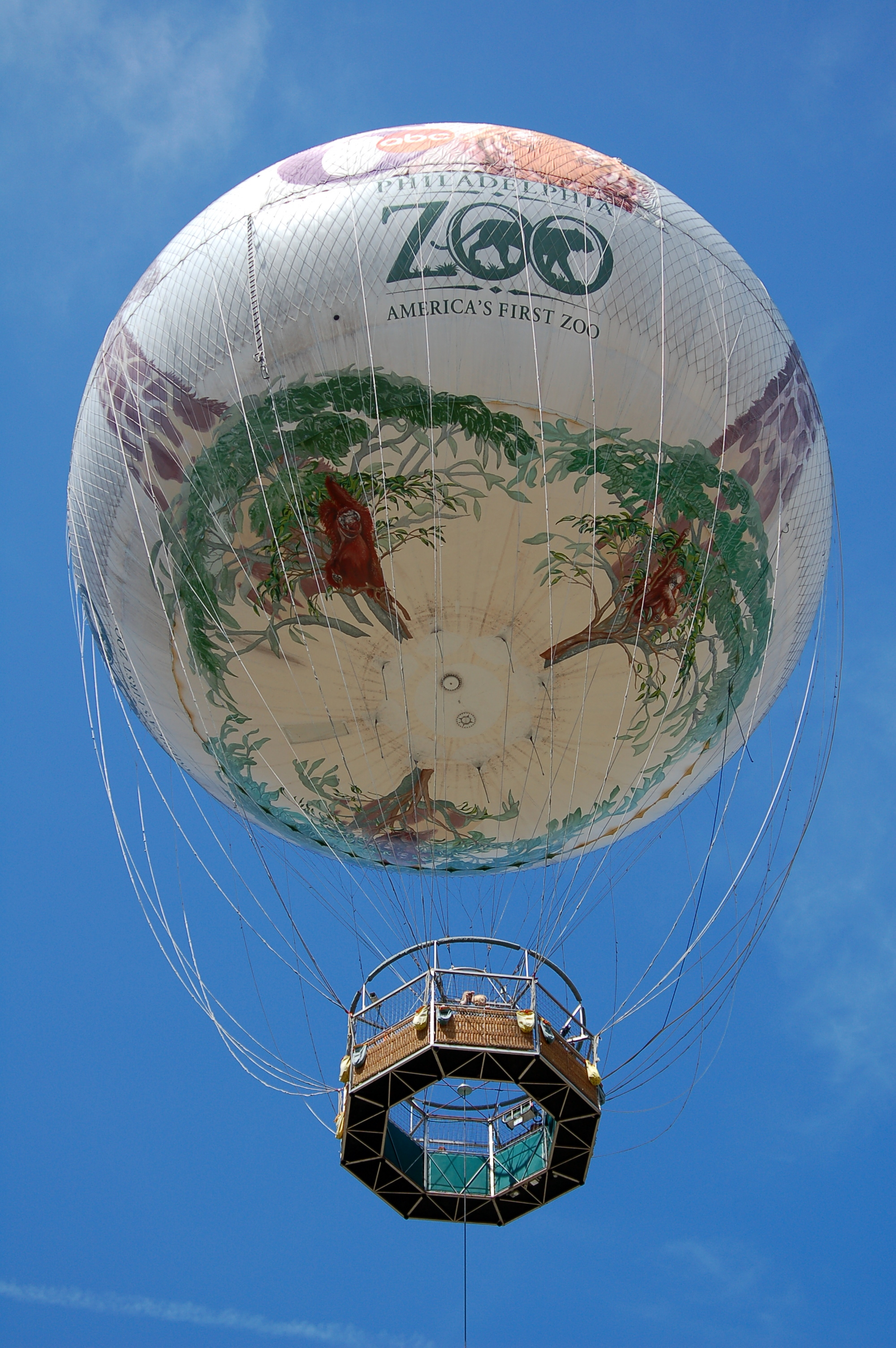
De WPVI Zoo Balloon, vanaf de grond, volgens het oude ontwerp.

Philadelphia Zoo is een dierentuin in Philadelphia in de Amerikaanse staat Pennsylvania. De dierentuin is de oudste dierentuin van de Verenigde Staten.

## Geschiedenis
De dierentuin kreeg zijn rechten voor het behouden van dieren op 21 maart 1859, maar door de Amerikaanse Burgeroorlog, opende de dierentuin pas officieel op 1 juli 1874. De dierentuin had in het begin 813 dieren. Voor een korte periode huisvestte de dierentuin ook enkele dieren die overgebracht waren van safari door de Smithsonian Institution, die in de jaren 1850 nog niet de National Zoo had gebouwd.
In 1901 opende de dierentuin een eerste in zijn soort dierengezondheidslaboratorium.
Tot 1902 had de dierentuin een eigen treinstation. Door uitbreidingen in het railnetwerk werd het station gesloten.
In 1916 werd de eerste vogelverblijf geopend. In 1928 waren de eerste Orang-oetan en chimpansee geboren in de dierentuin. Dit waren de eerste dieren van deze soorten die ooit geboren waren in een Amerikaanse dierentuin. In datzelfde jaar werd de dierentuin ook aangesloten op elektriciteit. In maart 1931 ging het MGM-icoon, leeuw Leo met pensioen na 15 jaar carrière in de filmindustrie. De leeuw verhuisde toen naar de Philadelphia Zoo waar hij bleef tot aan zijn dood. In 1935 ontwikkelde de dierentuin als eerste een succesvol dieetprogramma voor de dieren, zogenaamde "zoocake". In 1938 werd de eerste kinderdierentuin op de westelijke halfrond geopend.
In 1941 werd een nieuwe olifantenverblijf geopend in de dierentuin. In 1948 ontdekte de dierentuin een wortelsap waardoor de flamingo's hun roze kleur konden behouden. In 1951 werd de carnivorengebouw Carnivora House geopend en in 1954 werd de vogelverblijf Bird Valley geopend. Bird Valley bevat verschillende binnen- en buitenverblijven voor verschillende vogelsoorten en het Carnivora House bevat verschillende verblijven voor verschillende soorten carnivoren. In 1956 werden de eerste Jachtluipaarden geboren in de dierentuin. Dit waren de eerste dieren van deze soort die ooit geboren waren in een dierentuin. In 1957 werd een nieuwe kinderdierentuin geopend.
In 1965 werd een nieuwe gebouw geopend voor zeldzame diersoorten. In het begin heette het gebouw Rare Mammal House en huisvestte alleen zoogdieren, maar later werd dit gewijzigd in Rare Animal Conservation Center en huisvestte sindsdien ook andere diersoorten, waaronder verschillende vogelsoorten. In 1967 werd het gebouw voor kleine zoogdieren geopend genaamd Small Mammal House. In 1972 werd het reptielenhuis geopend.
In 1974 sloot de dierentuin zich aan bij de AZA als een van de eerste officiële dierentuinen. In 1975 werd de nieuwe Afrikaanse vlakte geopende en in 1980 werd de vernieuwde beerverblijf Bear County geopend. Deze laatste verving de berenkuil die al sinds 1874 in de dierentuin aanwezig was. Het nieuwe verblijf huisvest verschillende beersoorten waaronder ijsberen en lippenberen. In 1979 werden een aantal scènes van de film Rocky II opgenomen in de dierentuin. Waaronder de scène waarin Rocky, Adrian ten huwelijk vroeg. In 1983 werd de eerste mierenegel geboren in de dierentuin. Dit was de eerste dier in zijn soort ooit dat was geboren in een Noord-Amerikaanse dierentuin.
In 1992 werden de verblijven voor de Naakte Molrat geopend en een nieuw carnivorenverblijf genaamd Carnivare Kingdom. Carnivora Kingdom bevat verschillende binnen- en buitenverblijven voor verschillende soorten carnivoren.
In de vroege morgen van 24 december 1995 brak een brand uit in het World of Primates-gebouw, waarbij 23 dieren om het leven kwamen. Daaruit bestond een groep van zes westelijke laaglandgorilla's, drie Borneose orang-oetan, vier withandgibbons, twee vari's, zes ringstaartmaki's en twee mongozmaki's. Alle dieren waren onderdeel van bedreigde diersoorten en stierven in hun slaap door inademing van rook. Tien primaten in een aangesloten gebouw, de Discovery House overleefden de brand. Onder de doden bevonden zich de gorilla's John, Snickers en Samantha die sinds 1967 in de dierentuin aanwezig waren en de 11 maanden oude gorilla Maandazi, dat de jongste slachtoffer was. Bewakers roken drie uur voor de brand nog rook, maar deden er niets mee. Ten tijde van de brand was er maar in 20% van het park branddetectie aanwezig. De gebouwen waar de primaten zich in bevonden waren gebouwd in 1986 en was niet een van de gebouwen waar branddetectie in bevond. In de tien maanden na de brand installeerde de dierentuin in alle dierenverblijven branddetectieapparaten. Speciaal voor de omgekomen dieren plaatste de dierentuin een gedenkteken in januari 1996. De oorzaak van de brand was een slecht geplaatste kabel in de verwarmingssysteem dat geïnstalleerd was in het dak van de verblijven.
In 1997 werd de amfibieën en reptielenhuis gerenoveerd en in 1998 opnieuw geopend.
Op 1 juli 1999 opende de dierentuin een nieuw verblijf voor de primaten genaamd PECO Primate Reserve. Het verblijf bestaat uit 10.000 m² binnen en buitenverblijven en huisvesten tien soorten van primaten, waaronder Sumatraanse orang-oetans, lemuroidea's, westelijke laaglandgorilla's, slankapen en gibbons.
In 2002 werd, bij wijze van promotie een dierentuinluchtballon. Deze luchtballon biedt uitzicht boven onder andere de dierentuin zelf, maar ook over Fairmount Park en Centre City. In 2004 werd de eerste reuzenotter geboren in de dierentuin. Dit was de eerste dier van deze soorten die ooit geboren was in gevangenschap in Noord-Amerika. In 2004 opende ook de vernieuwde en gerenoveerde kinderdierentuin.
In 2006 werd Big Cat Falls geopend. Dit gebied bestaat uit verschillende natuurlijke buitenverblijven waarin verschillende katachtige roofdieren verblijven. Met dit verblijf won de dierentuin in 2007 de AZA Exhibit of the Year Award.
Op 9 juni 2008 stierf de olifant Petal op 52-jarige leeftijd. Deze olifant was op dat moment de oudste olifant in een Amerikaanse dierentuin. In 2009 werden de olifanten uit de dierentuin gehaald en in juli 2009 vertrokken de laatste twee olifanten uit de dierentuin.
In 2009 vierde de dierentuin haar 150-jarig jubileum en werd McNeil Avian Center geopend. Dit is een gebouw waarin bezoekers door verblijven van verschillende vogelsoorten lopen en waarbij vogels dicht bij bezoekers kunnen komen en is het gerenoveerde Bird House uit 1916.
In 2012 werd de Treetop Trails onthuld aan het publiek. Hiermee konden apen vanuit het Rare Animal Conservation Center via bomen en touwbruggen naar hun buitenverblijven komen.
Op 13 april 2013 werd de KidZooU geopend op de plek van de oude Pachyderm House. De KidZooU staat ook wel bekend als de Hamilton Family Children's Zoo & Farris Family Education Centre en was de vervanger van de oude kinderdierentuin die ruim 50 jaar lang in de dierentuin aanwezig was.
De dierentuin is anno 2014 17 hectare groot en huisvest meer dan 1.300 dieren.

## Bezienswaardigheden
In de dierentuin zijn er naast de dieren nog verschillende bijzondere bezienswaardigheden.
- The Animal Health Center; een van de drukste dierenziekenhuizen in het land.
- The Zooballoon; een luchtballon die uitzicht biedt over de dierentuin en andere bezienswaardigheden in de omgeving. Deze was echter door zware sneeuwval in februari 2014 zwaar beschadigd geraakt, maar is hersteld en in april 2014 weer in gebruik genomen. Oorspronkelijk had de ballon een ontwerp aan de hand van de dierentuin. Eind 2008 veranderde de dierentuin de kleuren en het ontwerp van de ballon in het huidige ontwerp aan de hand van Channel 6 van ABC.

Naast deze bezienswaardigheden zijn er ook enkele attracties aanwezig in de dierentuin.

## Dieren
Anoo 2015 huisvest Philadelphia Zoo meer dan 1.300 dieren in ruim 160 verschillende diersoorten.

### Reptielen
Hieronder een overzicht van alle soorten reptielen die in Philadelphia Zoo aanwezig zijn.
Hagedissen
- Gilamonster
- Mexicaanse korsthagedis

Krokodillen
- Amerikaanse alligator
- Breedvoorhoofdkrokodil
- Chinese alligator
- Cuviers gladvoorhoofdkaaiman
- Nijlkrokodil

Schildpadden
- Alligatorschildpad
- Seychellenreuzenschildpad
- Tabascoschildpad
- Galapagosreuzenschildpad
- Nieuw-Guinese tweeklauwschildpad

Slangen
- Anaconda
- Gabonadder
- Koningscobra
- Massasauga
- Naja melanoleuca
- Netpython
- Ratelslang
- Watermoccasinslang
- Zwart-witte cobra

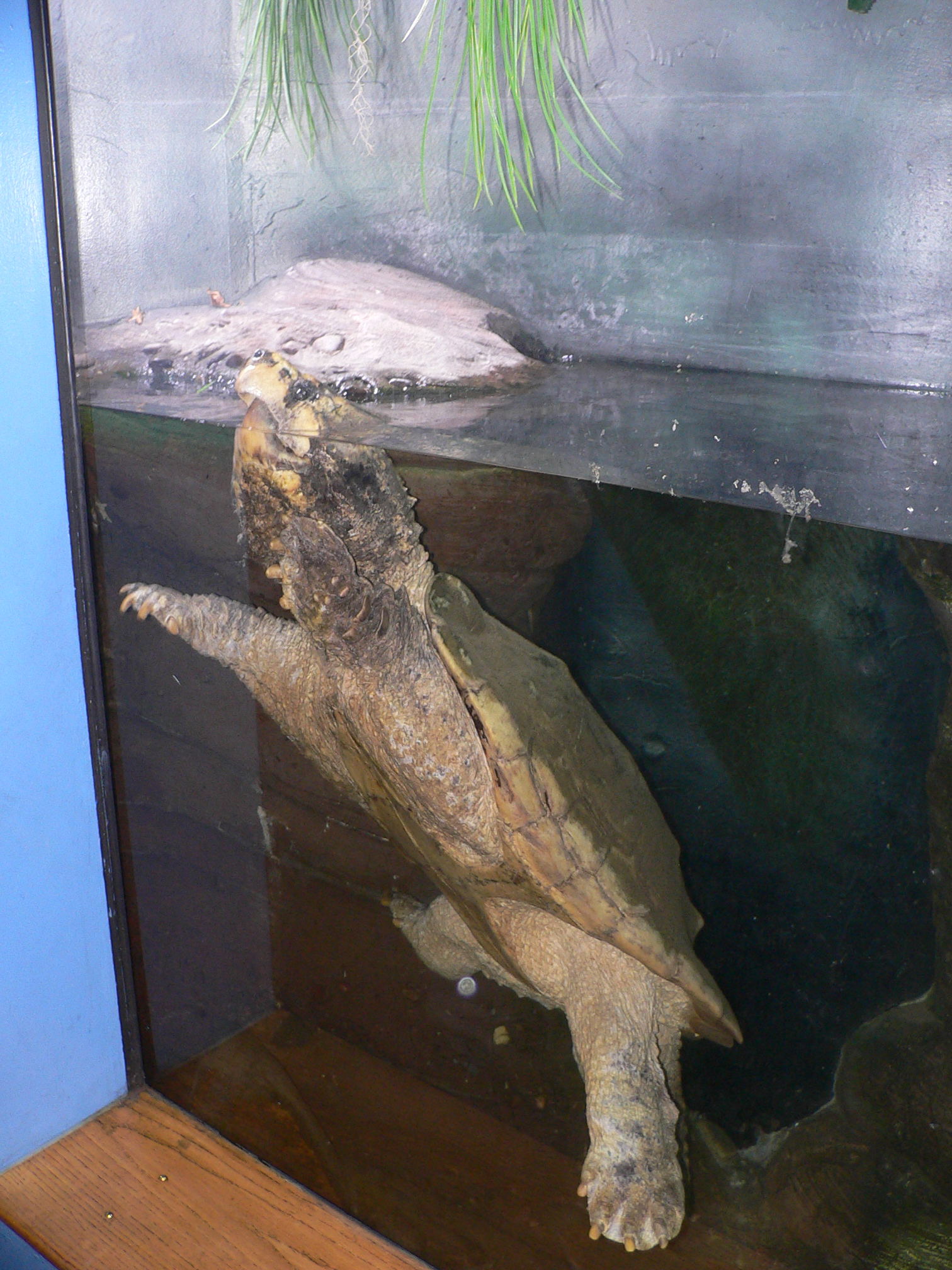
Een alligatorschildpad in zijn verblijf.
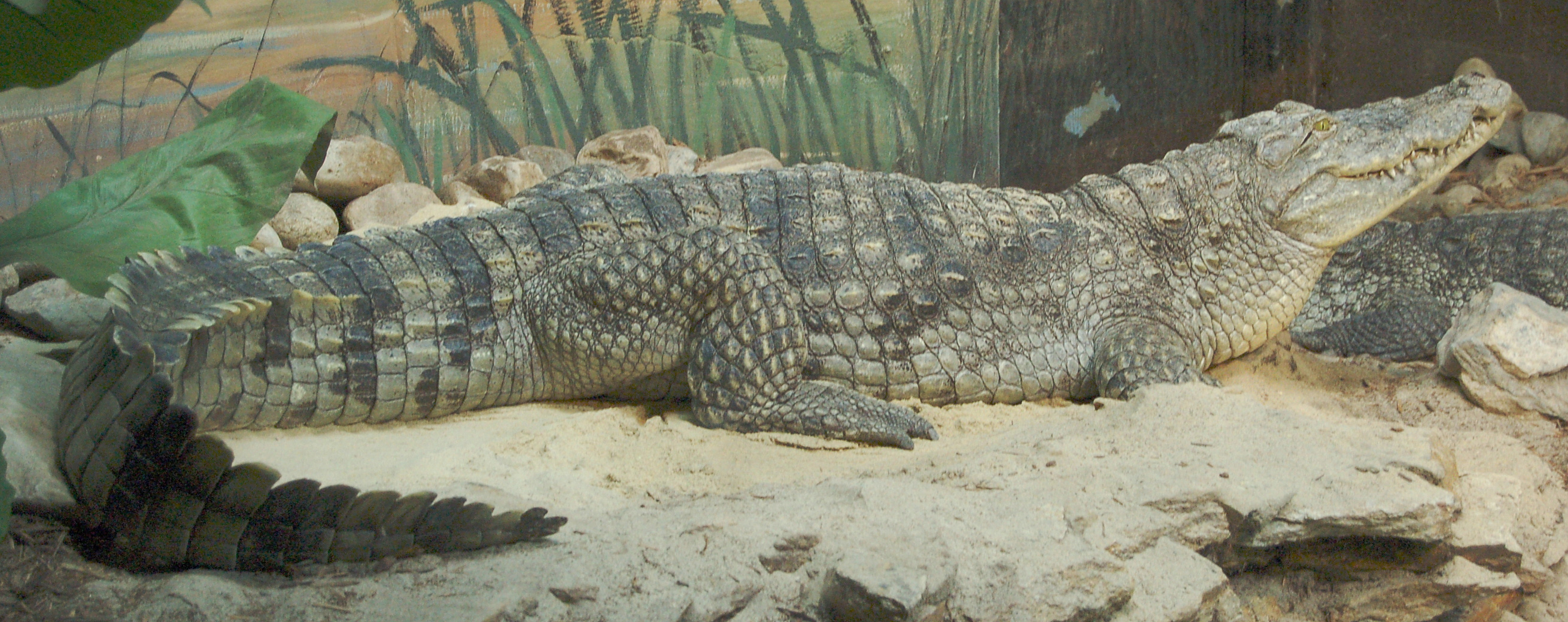
Een nijlkrokodil in zijn verblijf.
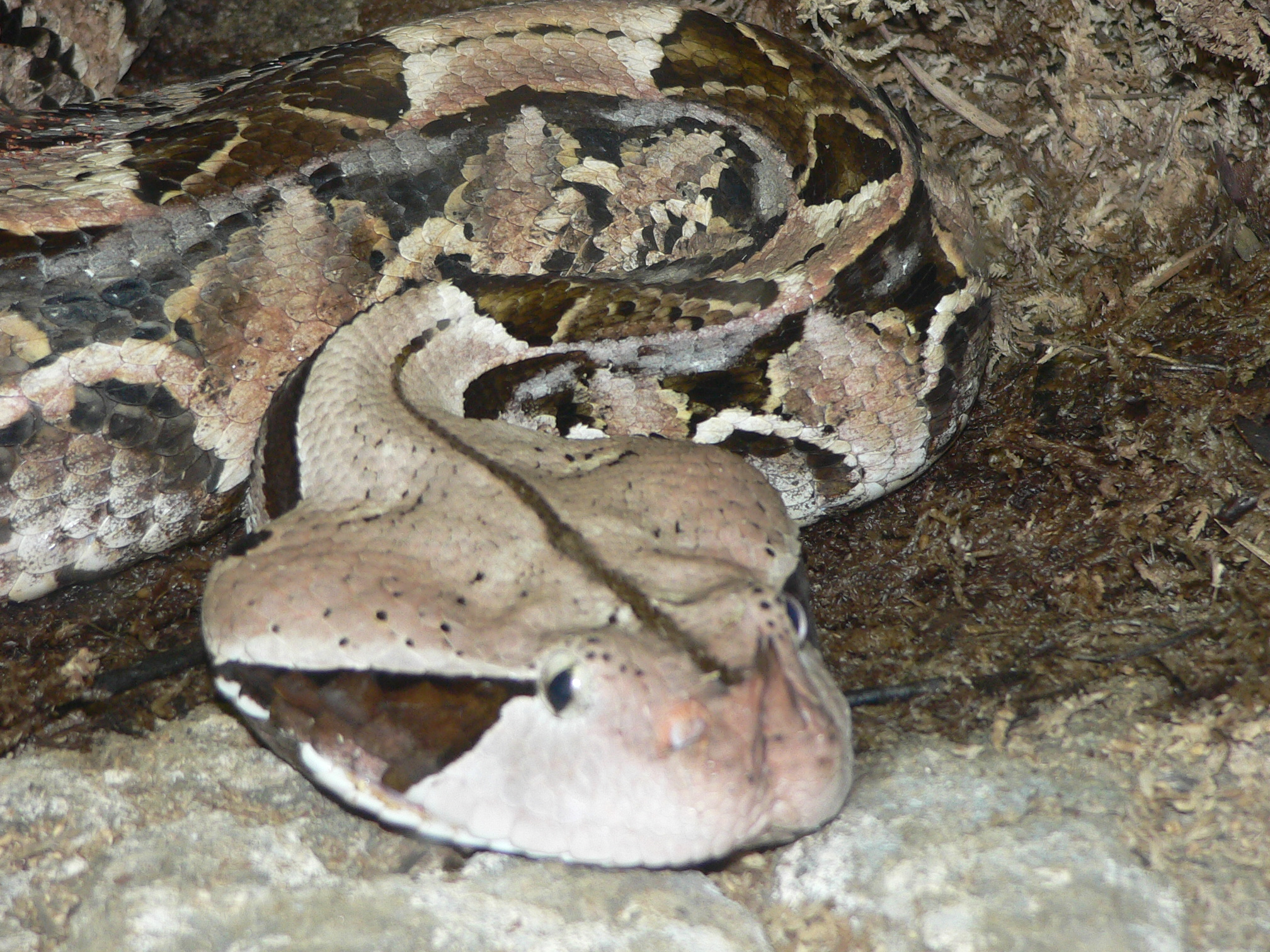
Een gabonadder.
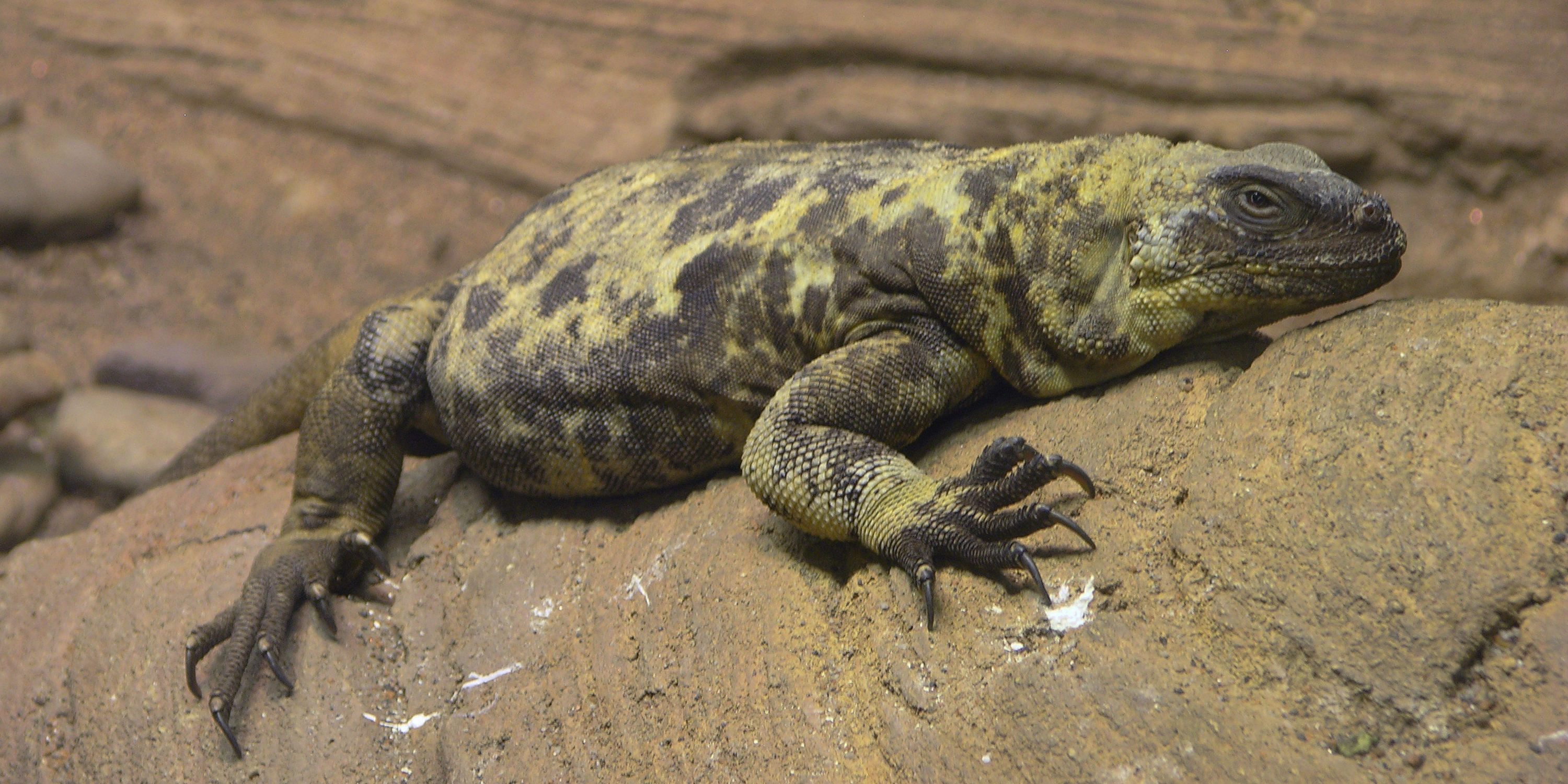
Een Mexicaanse korsthagedis

### Amfibieën
Hieronder een overzicht van alle soorten amfibieën die in Philadelphia Zoo aanwezig zijn.
- Afrikaanse stierkikker
- Blauwe pijlgifkikker
- Bonte klompvoetkikker
- Chinese vuurbuikpad
- Dendropsophus ebraccatus
- Dendrobates tinctorius
- Koraalteenboomkikker
- Roodoogmakikikker

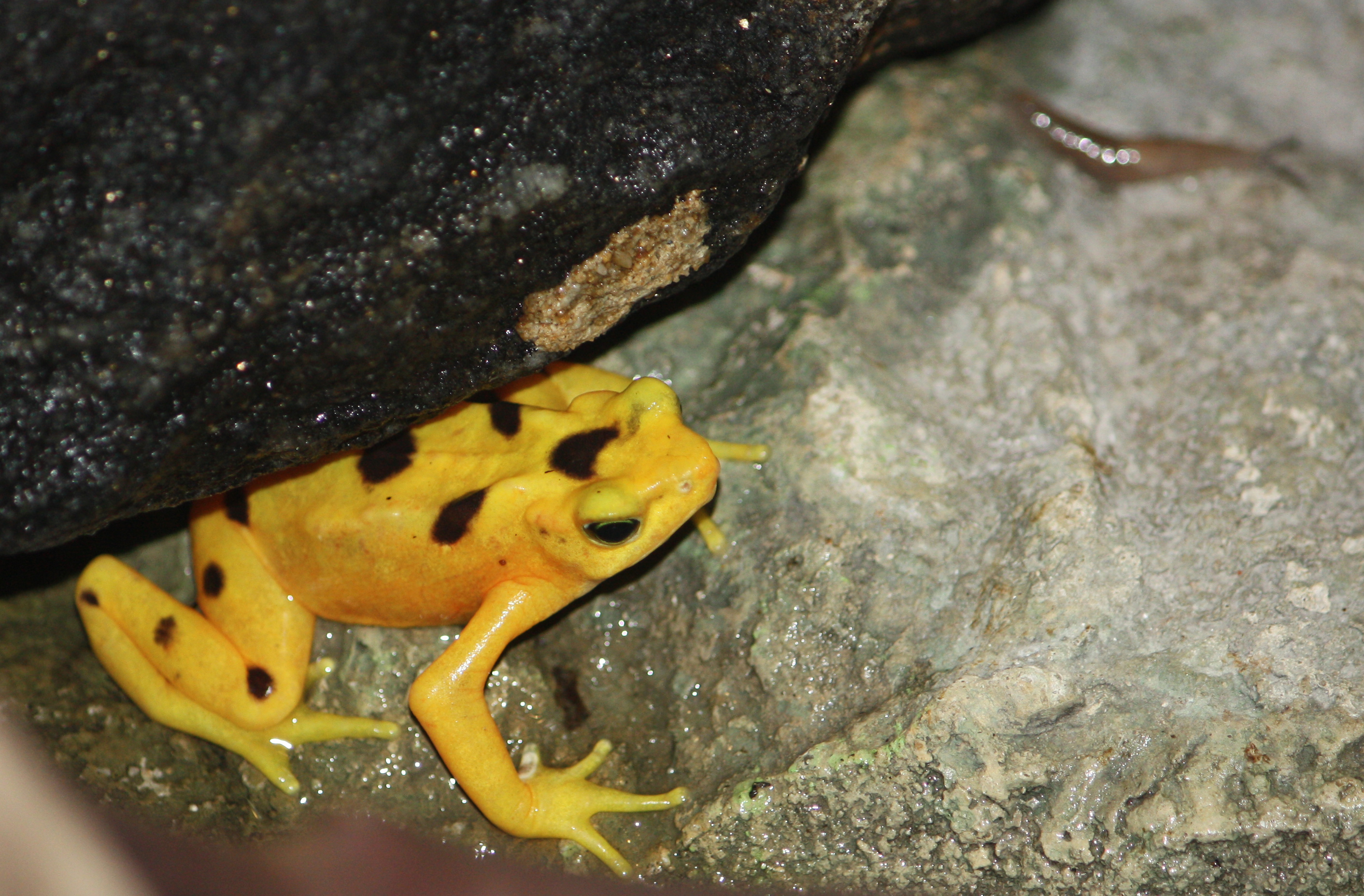
Een Bonte klompvoetkikker.
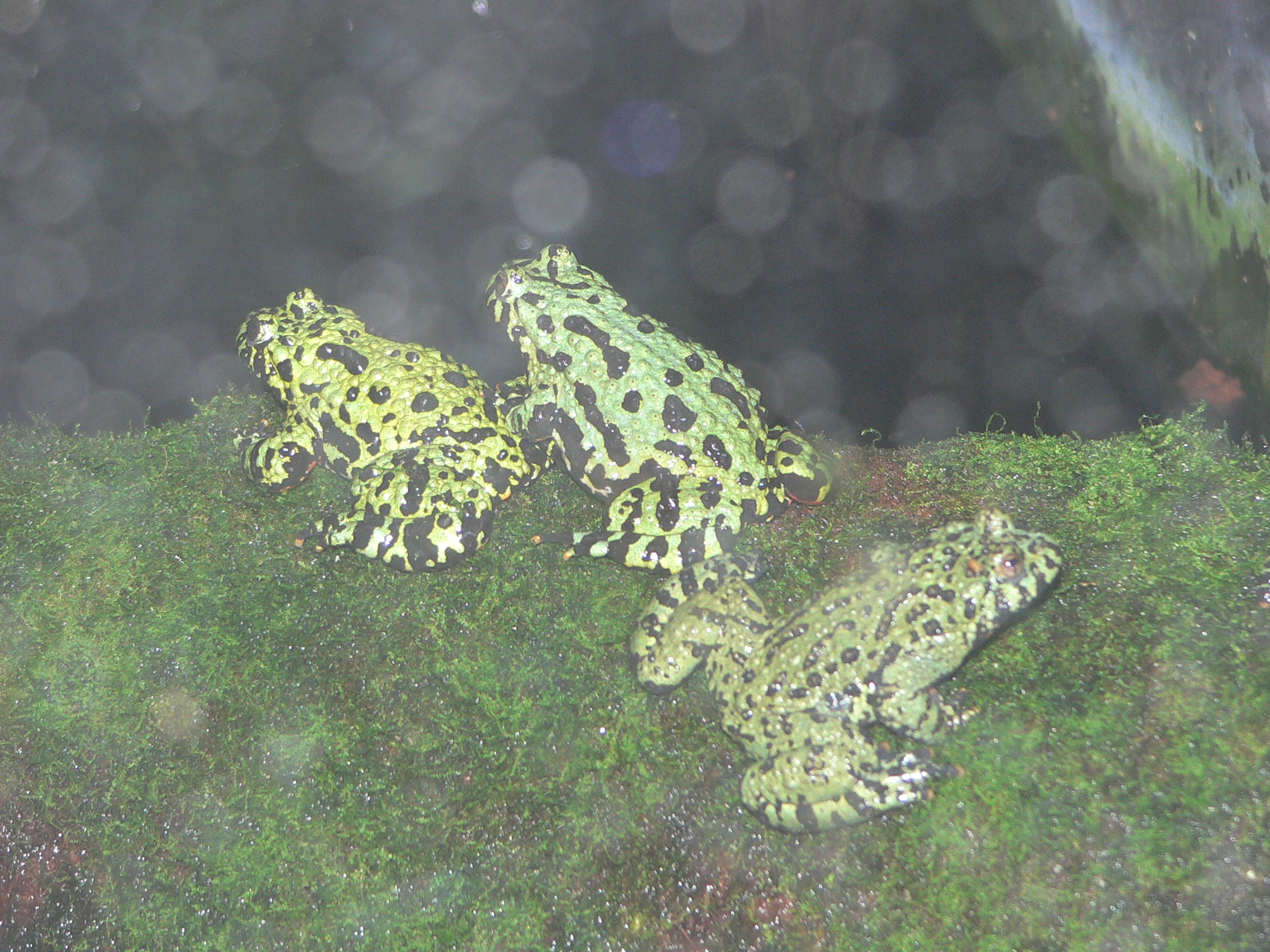
Een Chinese vuurbuikpad.
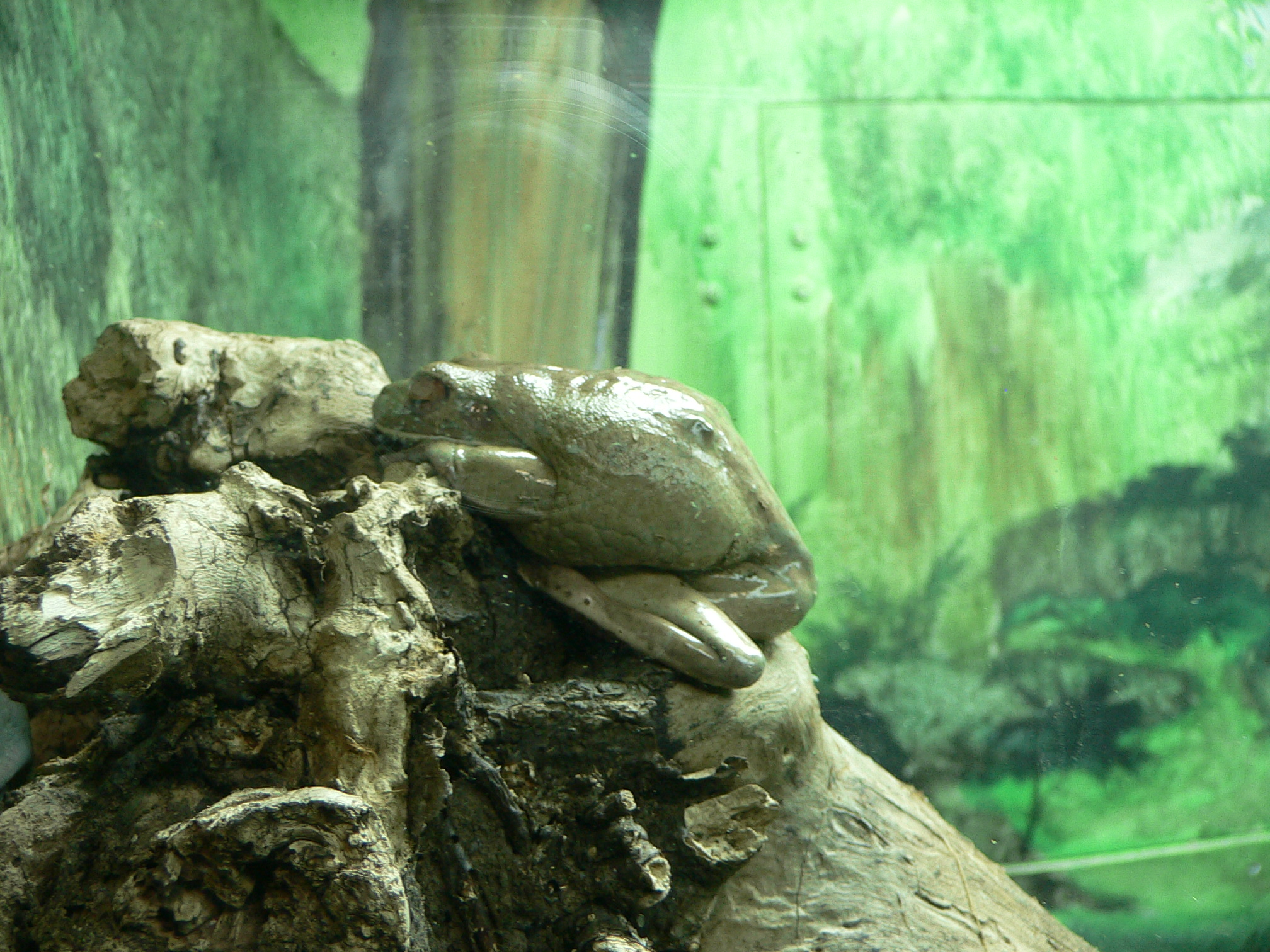
Een Koraalteenboomkikker

### Vogels
Hieronder een overzicht van alle soorten vogels die in Philadelphia Zoo aanwezig zijn.
Roofvogels
- Amerikaanse zeearend
- Andescondor
- Roodkopgier

Landvogels
- Emoe
- Zuidelijke hoornraaf

Watervogels
- Bruine pelikaan
- Hamerkop
- Humboldtpinguïn
- Mandarijneend

Zangvogels
- Balispreeuw
- Gewone neushoornvogel
- Guamral
- Heremietibis
- Krokodilwachter
- Marianenjufferduif
- Micronesische ijsvogel
- Waaierduif
- Zwartkaplori

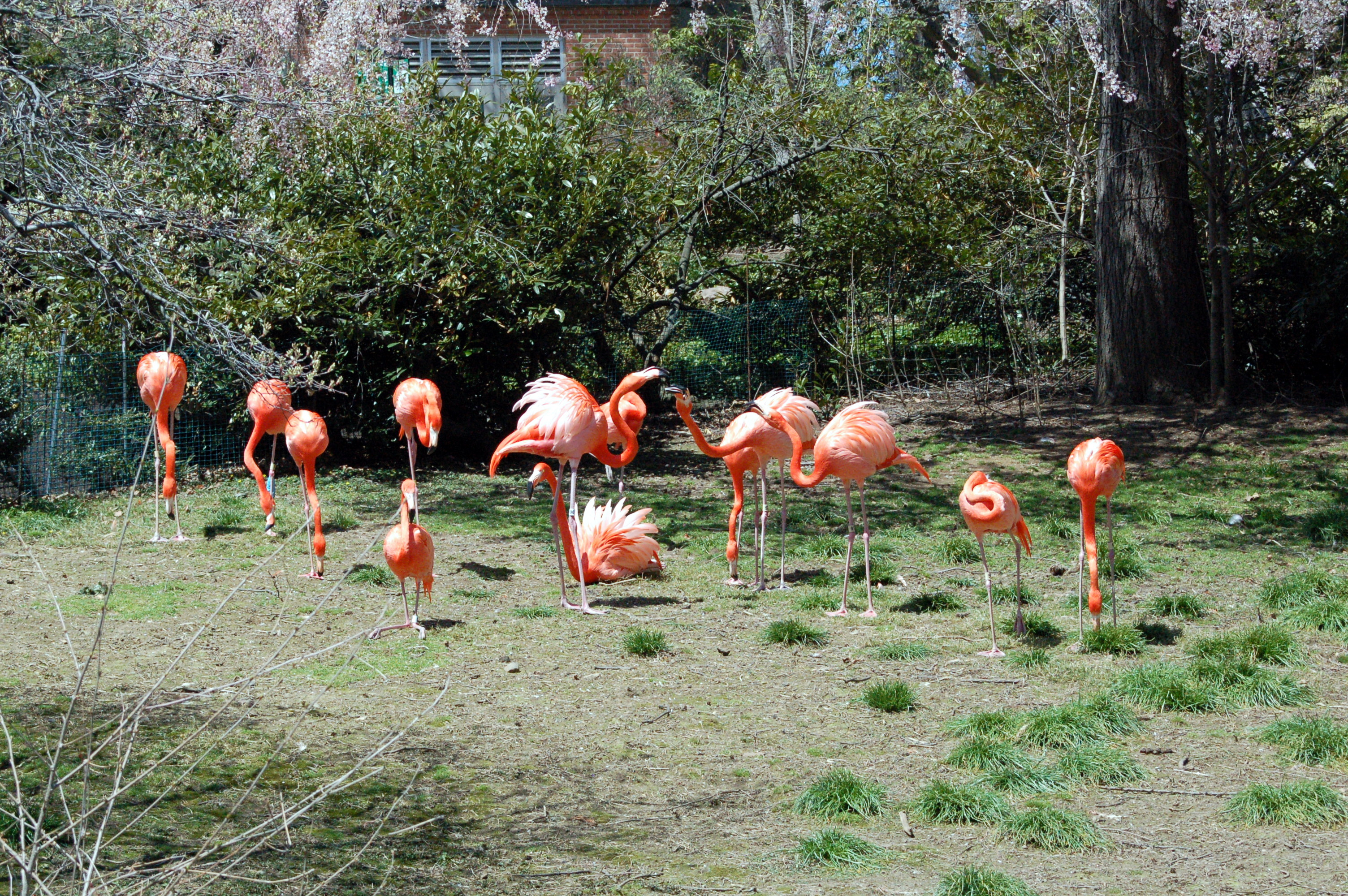
Een groep flamingo's.
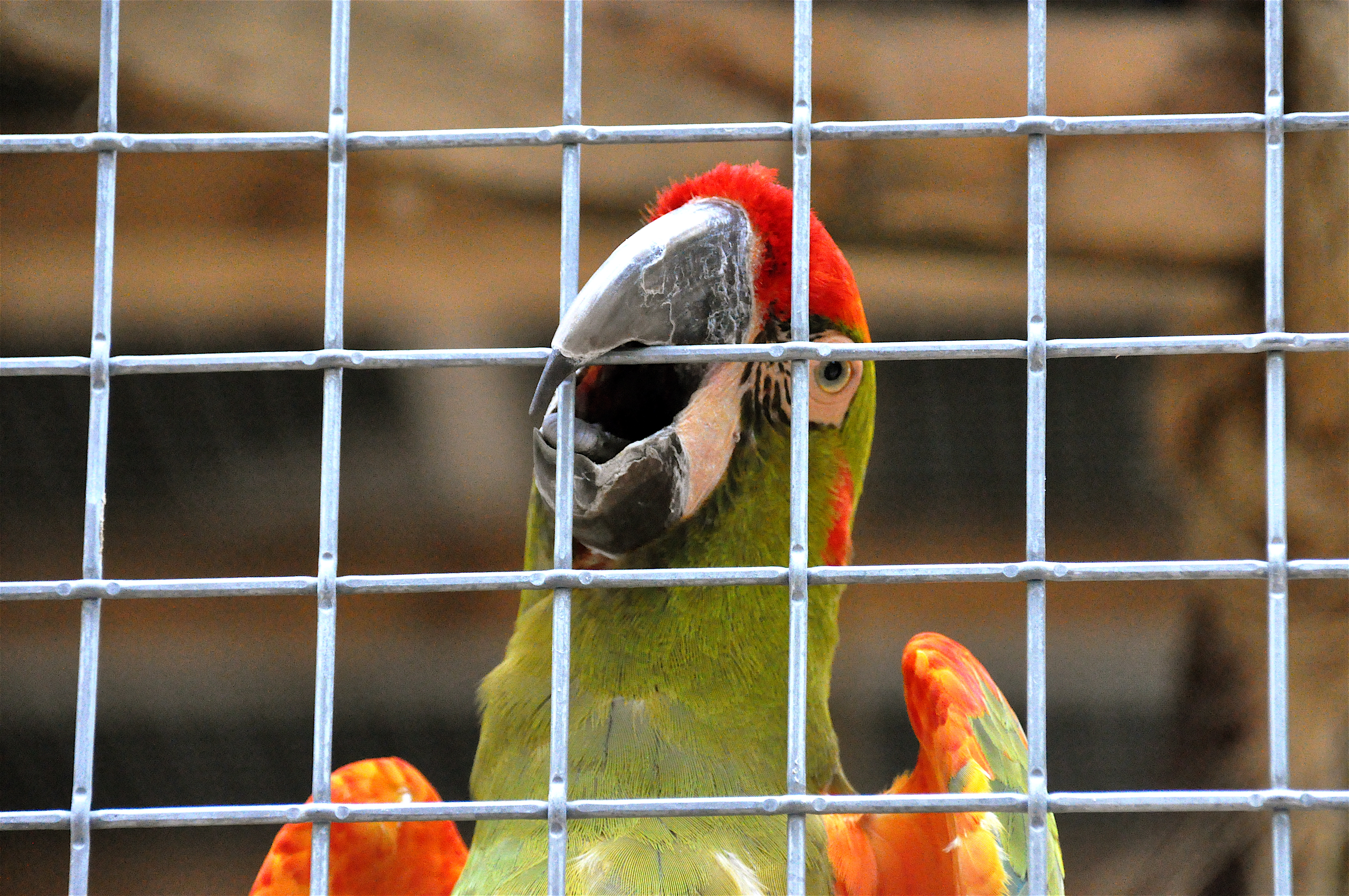
Een roodwangara.
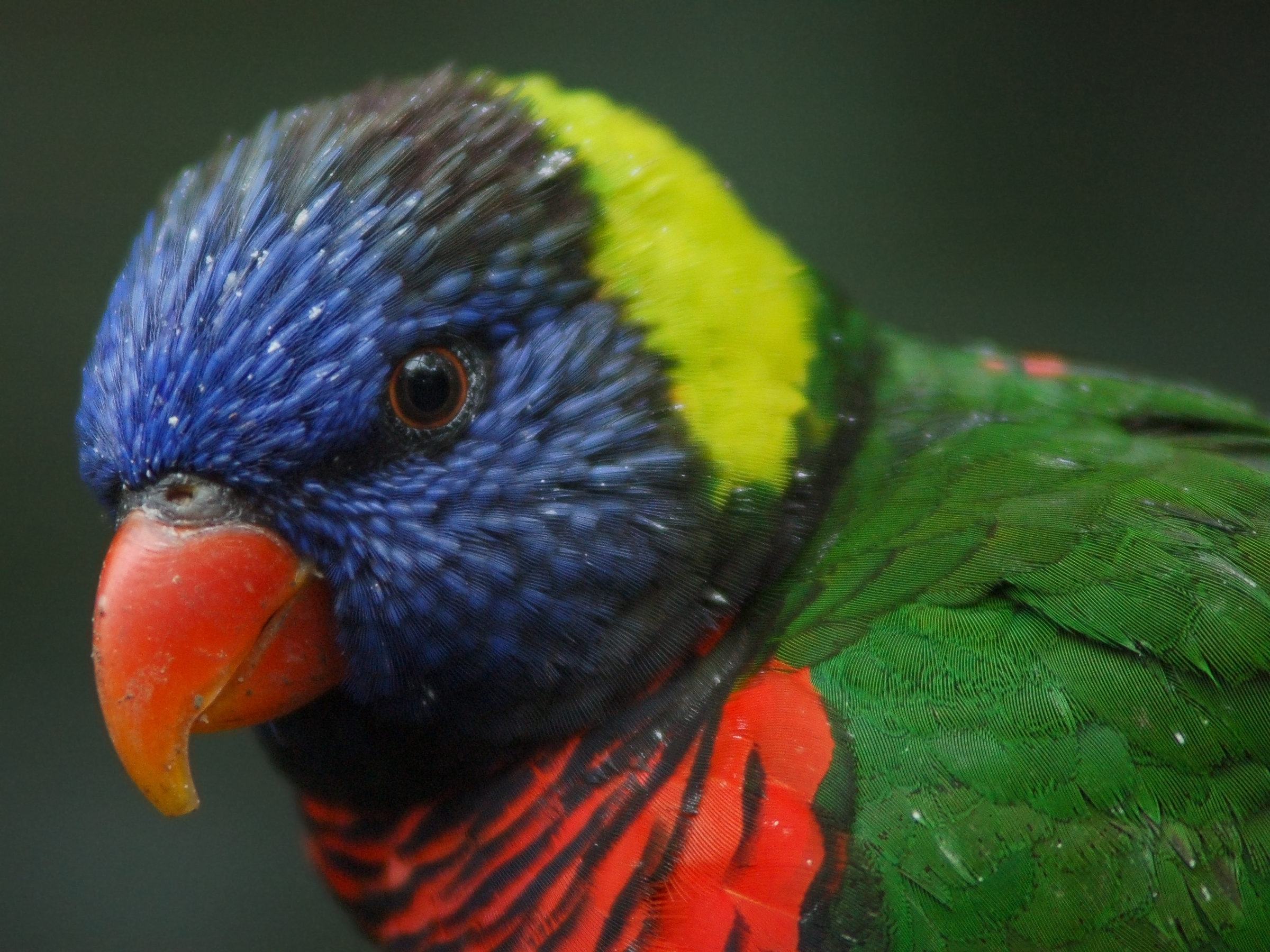
Een regenbooglori

### Zoogdieren
Hieronder een overzicht van alle soorten zoogdieren die in Philadelphia Zoo aanwezig zijn.
Hoefdieren
- Addax
- Damagazelle
- Nijlpaard
- Okapi
- Penseelzwijn
- Somalische giraffe
- Steppezebra
- Zuidelijke witte neushoorn

Primaten
- Blauwoogmaki
- Brillangoer
- Bruine slingeraap
- Bruinkopslingeraap
- Callicebus donacophilus
- Coquerels kroonsifaka
- Dwergzijdeaapje
- Gouden leeuwaapje
- Grijsgroen doodshoofdaapje
- Kleine plompe lori
- Mantelaapje
- Mongozmaki
- Oostelijke franjeaap
- Ringstaartmaki
- Roodkopmangabey
- Roodscheendoek
- Sumatraanse orang-oetan
- Vari
- Vingerdier
- Westelijke laaglandgorilla
- Witgezichtoeistiti
- Witgezichtsaki
- Withandgibbon

Roofdieren
- Afrikaanse leeuw
- Amoerpanter
- Aziatische zwarte beer
- Brilbeer
- Canadese lynx
- Dwergmangoest
- Jachtluipaard
- Jaguar
- Kleine panda
- Lippenbeer
- Manenwolf
- Poema
- Reuzenotter
- Siberische tijger
- Sneeuwpanter
- Stokstaartje
- Witsnuitneusbeer
- IJsbeer
- Zwartvoetkat

Overig
- Aardvarken
- Belangers toepaja
- Cryptomys damarensis
- Dikstaartmuis
- Dwergmuis
- Goudhaas
- Grijpstaartstekelvarken
- Harrisgrondeekhoorn
- Hoffmannluiaard
- Kleine woestijnspringmuis
- Madagaskarreuzenrat
- Mierenegel
- Naakte molrat
- Rode reuzenkangoeroe
- Rodriguesvleerhond
- Slurfspitsmuis
- Steppeslurfhondje
- Vampiervleermuizen
- Vliegende buidelmuis
- Zuid-Afrikaans stekelvarken

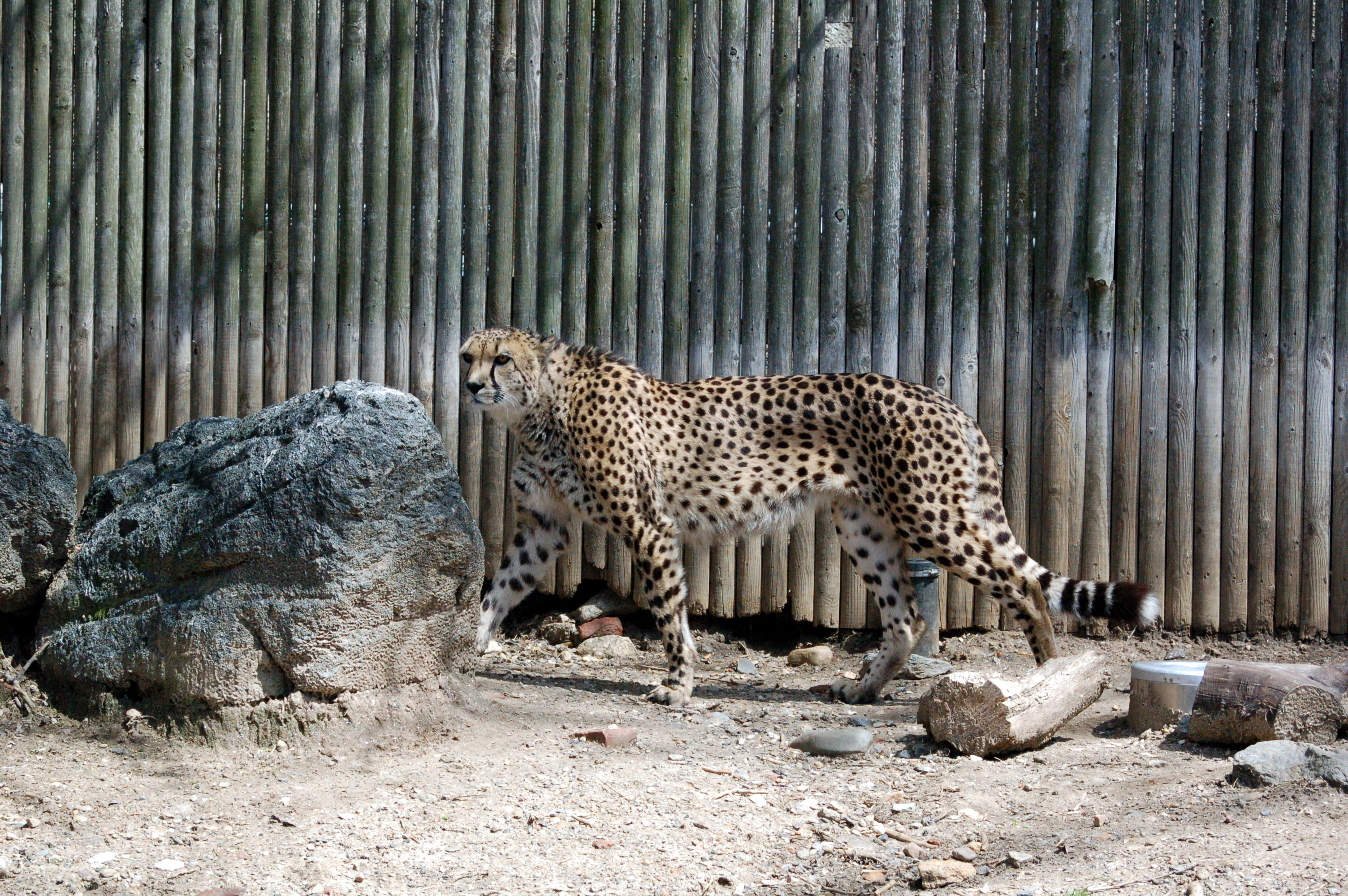
Een jachtluipaard in zijn verblijf.
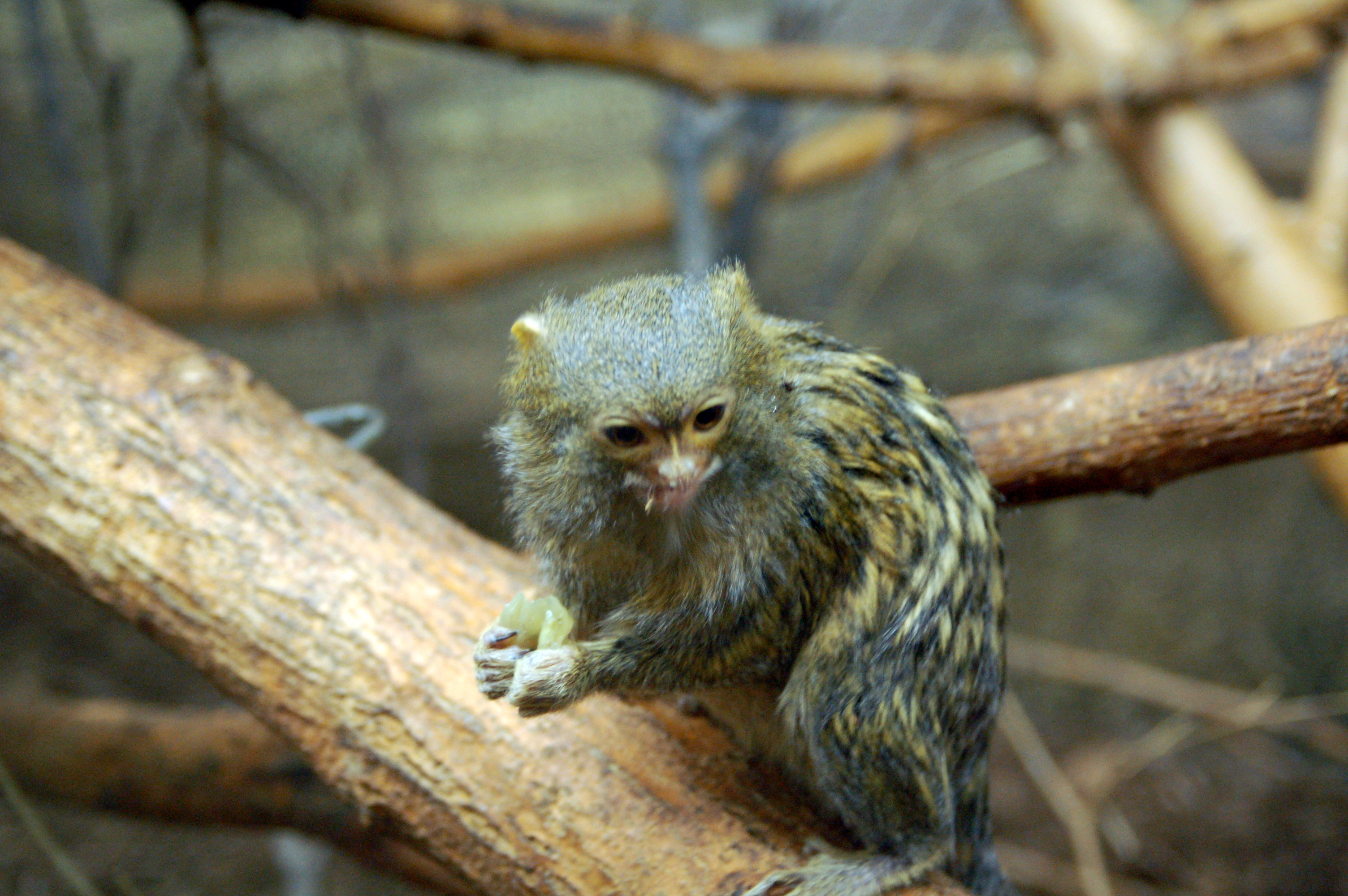
Een Dwergoeistiti in zijn verblijf in de Small Mammal House.
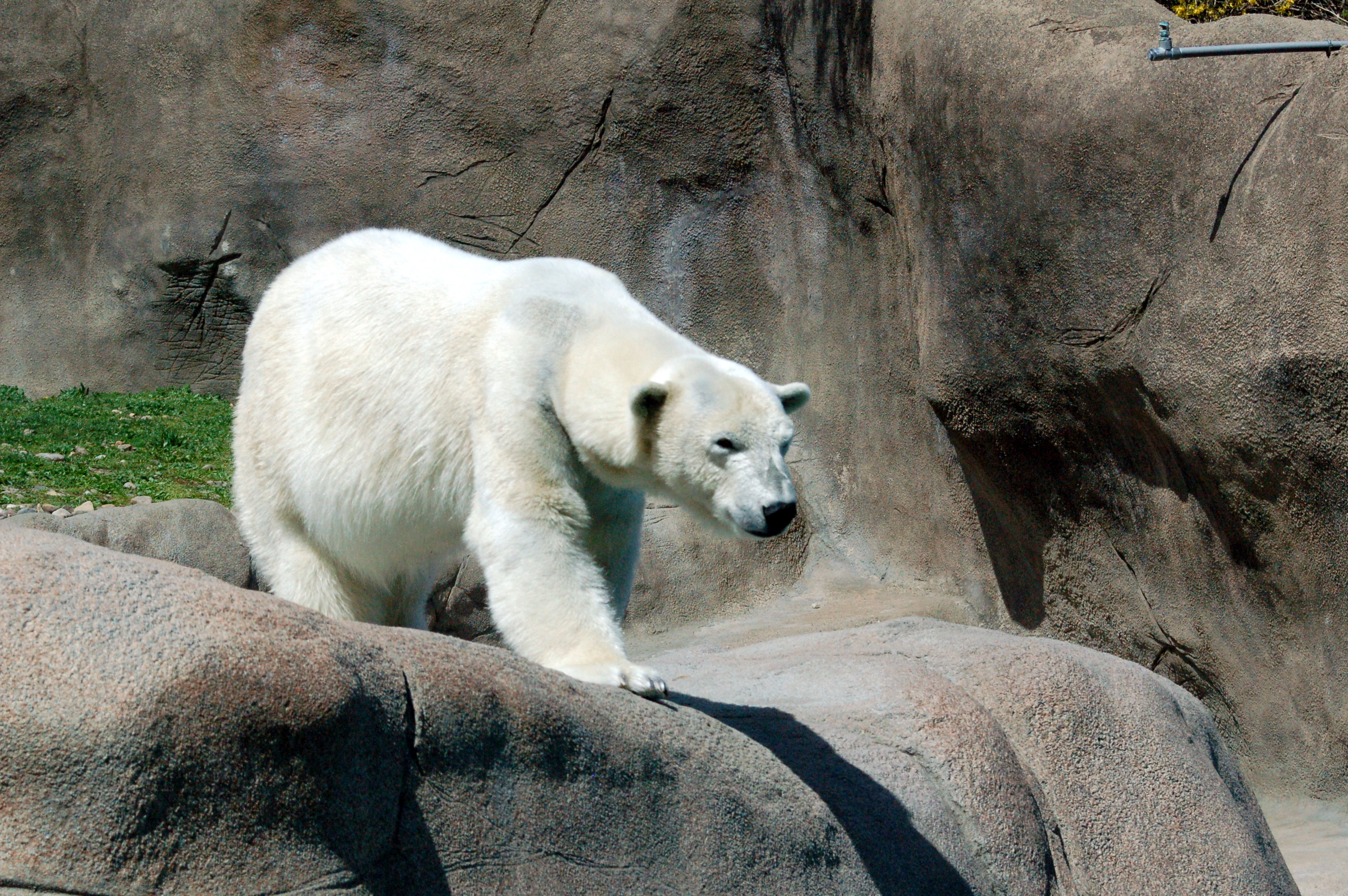
Een ijsbeer in zijn verblijf.
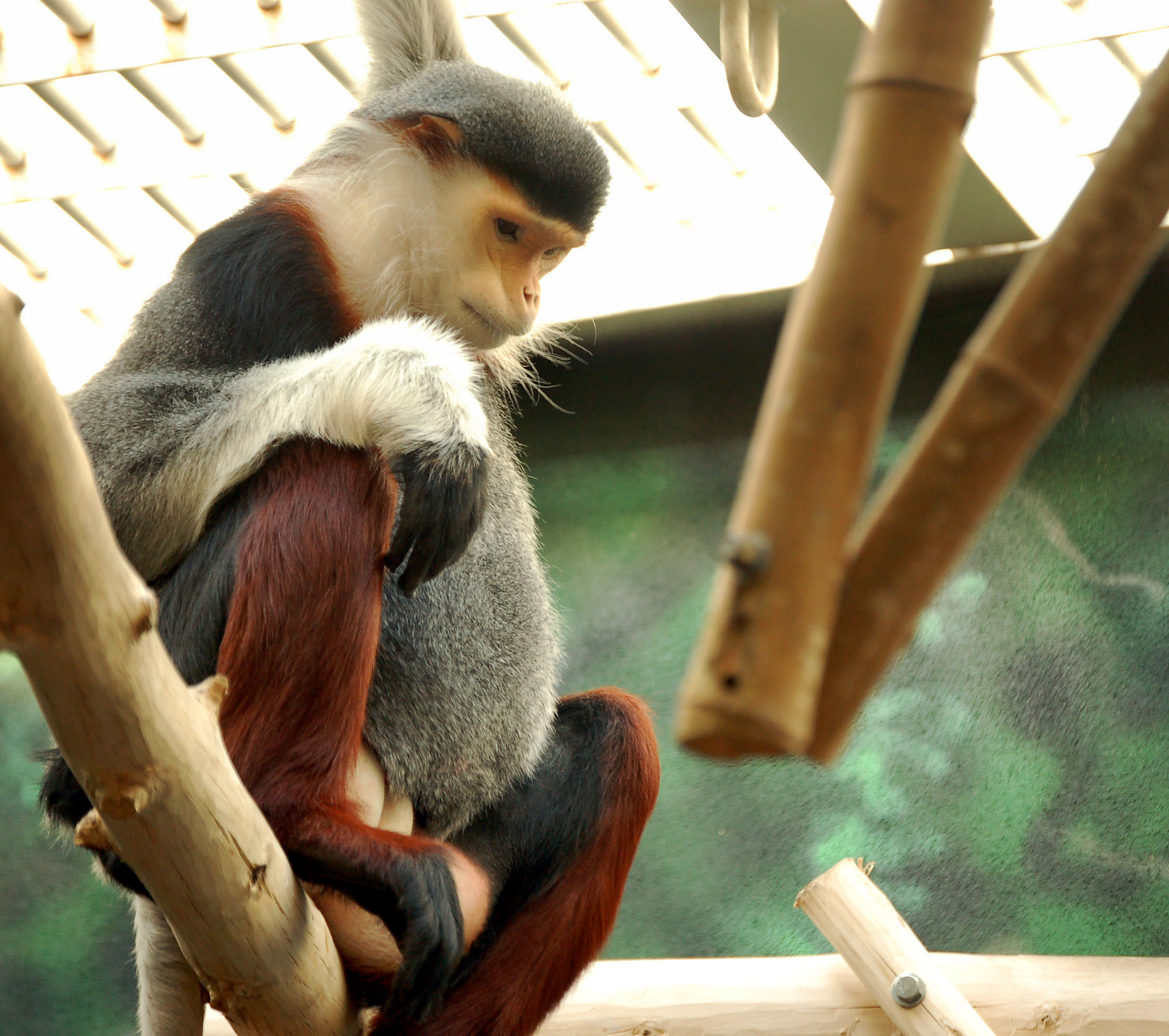
Een roodscheendoek

### Insecten
Hieronder een overzicht van de soorten insecten die in Philadelphia Zoo aanwezig zijn.
- Mieren
- Zebravlinder

### Vissen
Hieronder een overzicht van de soorten vissen die in Philadelphia Zoo aanwezig zijn.
- Anemoonvissen

## KidZooU
KidZooU, ook wel bekend als de Hamilton Family Children's Zoo & Farris Family Education Centre, is een kinderdierentuin binnen in de dierentuin. De KidZooU huisvest verschillende diersoorten die onder andere te vinden zijn op boerderijen, maar is vooral gericht voor kinderen van 2 tot 13 jaar om op een educatieve manier kennis te laten maken met dieren en het milieu.